# 630 TCN
630 TCN là một năm trong lịch La Mã.

## Sinh
- Tôn Thúc Ngao